# Nučice (nádraží)
Nučice  jsou železniční stanice, která se nachází na pomezí mezi Nučicemi a Rudnou. Nachází se v km 14,785 železniční trati Praha – Rudná u Prahy – Beroun mezi stanicemi Rudná u Prahy a Loděnice. Ze stanice odbočuje vlečka Lomy Mořina. Přímo v obvodu stanice se nalézá i železniční zastávka Nučice zastávka. Stanice byla dána do provozu 18. prosince 1897, tedy stejně jako úsek trati z Berouna-Závodí do Rudné u Prahy.

## Historie
Trať, na které leží stanice Nučice, prošla v roce 2015 celkovou modernizací, která zahrnovala práce na železničním svršku a spodku i na zabezpečovacím zařízení. To se týkalo i Nučic, kde bylo upraveno kolejiště a aktivováno nové dálkově ovládané staniční zabezpečovací zařízení.

## Popis stanice

### Před modernizací

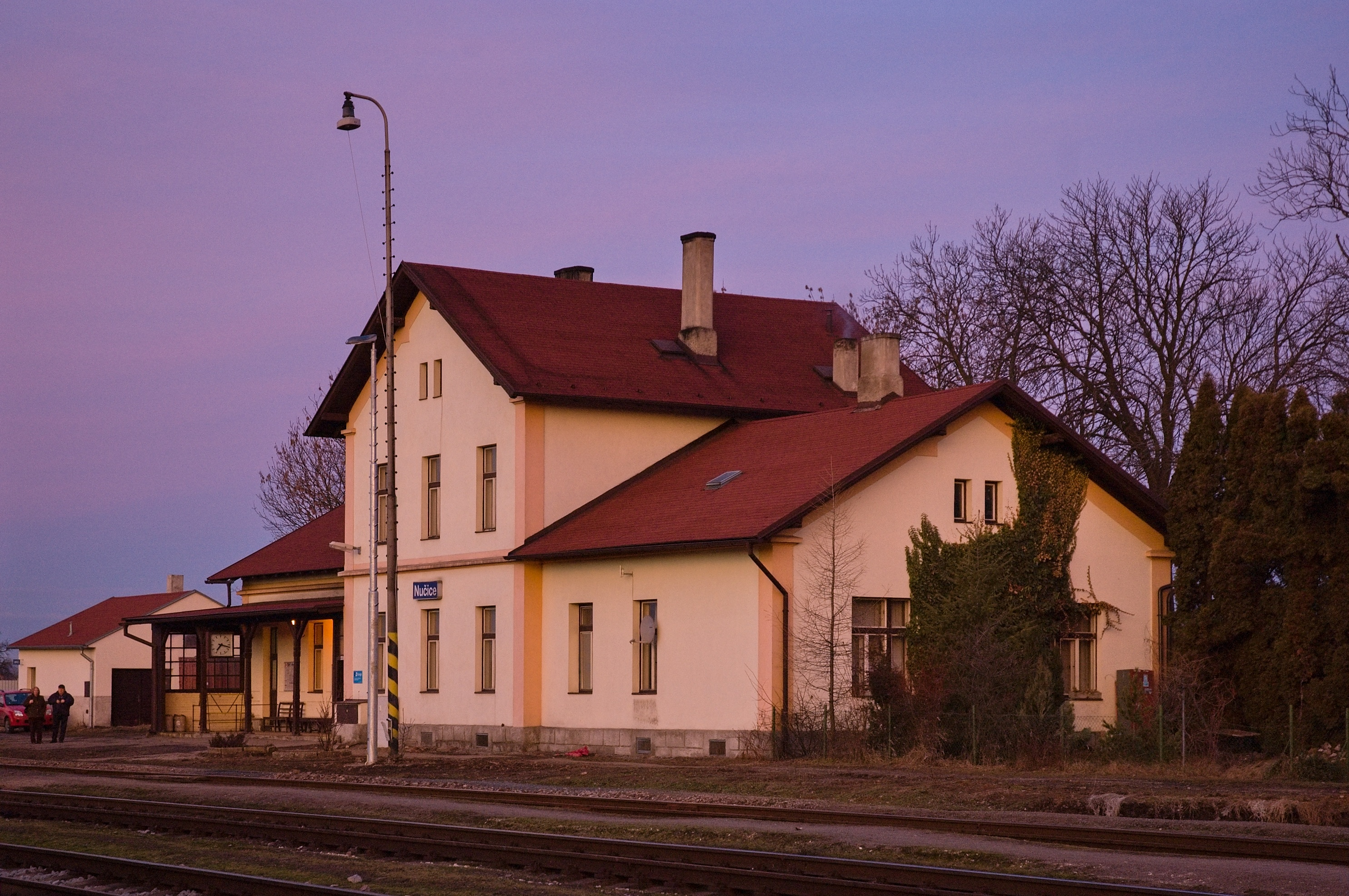
Staniční budova před modernizací

Stanice byla vybavena elektromechanickým zabezpečovacím zařízením s řídicím přístrojem obsluhovaný výpravčím v dopravní kanceláři a dvěma závislými výhybkářskými přístroji obsluhovanými signalisty na stavědlech St. 1 na rudenském a St. 2 na loděnickém zhlaví. Ve stanici bylo celkem šest dopravních kolejí (č. 2 u budovy až nejvzdálenější č. 9) a 13 výhybek přestavovaných ze stavědel pomocí drátovodů. Stanice byla vybavena jen mechanickými návěstidly. Byla zde dvě skupinová odjezdová návěstidla: L 1-9 směr Loděnice a S 2-9 směr Rudná. Stanice byla kryta třemi vjezdovými návěstidly: L od Rudné, S od Loděnic a HS od Hořelice (vlečka Lomy Mořina, někdejší Kladensko-nučická dráha). Ve všech přilehlých traťových úsecích byla jízda vlaků zabezpečena telefonickým dorozumíváním, v úseku Nučice - Hořelice doplněné poloautomatickým traťovým souhlasem se závislostí stavědlového přístroje na St. 2 a řídicího přístroje v Hořelici.

### Po modernizaci
V rámci modernizace bylo ve stanici aktivováno elektronické stavědlo ESA 44. Ve stavědlové ústředně přímo v Nučicích se nachází pouze prováděcí část zabezpečovacího zařízení (elektronická a reléová rozhraní k venkovním prvkům), kdežto technologické počítače jsou umístěny v Berouně. Za normálního stavu je stanice dálkově řízena z CDP Praha, případně pohotovostním výpravčím v Berouně. Místní obsluha je možná pomocí desky nouzových obsluh, která je umístěna ve stavědlové ústředně. Během přestavby došlo k mírné redukci kolejiště, takže původní dopravní kolej č. 2 se stala kusou manipulační kolejí. Počet výhybek klesl na 11, přičemž všechny s výjimkou výhybek č. 3 a 6, které vedou na manipulační koleje, jsou vybaveny elektromotorickým přestavníkem a ohřevem. Ve stanici jsou nyní světelná odjezdová, resp. cestová návěstidla u všech kolejí, vjezdová návěstidla jsou rovněž světelná. Zatímco vjezdové návěstidlo L od Rudné se jen mírně vysunulo dále do trati, na opačné straně došlo k zásadnějším změnám. Zhruba v místě původního návěstidla S je umístěno cestové návěstidlo Sc1a, dále je u zastávky Nučice zastávka (která je nově v obvodu stanice) cestové návěstidlo Sc1b a vjezdové návěstidlo S je tak nově až v km 12,617, tj. o 1523 blíže k Loděnicím než původní vjezdové návěstidlo. Ze staničních kolejí se ve směru na Loděnice odjíždí na návěsti cestových návěstidel, odjezdové návěstidlo je v tomto směru jen jedno a je umístěno až za Nučicemi zastávkou. Ze strany od vlečky Lomy Mořina je stanice po modernizaci kryta seřaďovacím návěstidlem Se 4, vlečka už není obsluhována jízdou vlaků, ale posunem. Jízda vlaků v přilehlých úsecích je zajišťována pomocí automatických hradel AH-ESA 04 bez oddílových návěstidel.